# 職場恋愛
職場恋愛（しょくばれんあい）とは職場勤務中に知り合ったことで恋愛が発展すること。
同じ会社内で業務中に一緒に仕事をすることがきっかけで関係が深まることもあれば、違う会社（取引先等）だが業務中に会う機会がきっかけで関係が深まることがある。
ホワイトカラーによるデスクワークが中心の会社における職場恋愛のことをオフィスラブと呼ぶ。英語では "office romance"を使う。
国民性によって異なるが、関係をオープンにする国と職場に関係が漏れないようにする国がある。

## 組織規程
アメリカの多くの企業では、社内恋愛を含めた慣れ合いを仕事に持ち込むのを禁止する非交友原則（non-fraternization policy） によって禁止しており、社長だろうが合意だろうが法律的に問題なくとも解任となる。また規定がなかったとしても、推奨はしていない。
その理由として、男女間のこじれがセクシャルハラスメントに発展する場合があること、社内の秩序を乱す恐れがあるためとしている。
日本においても、「人事配置に制約が生まれる」「夫婦が上司部下の関係になった時に監督行為が適切におこなわれるか疑義が生じる」「個人情報保護や守秘義務に基づくリスク管理が甘くなるおそれがある」として内規を定める場合がある。ただし、これらの言い分の一部には、日本国憲法第24条で定める「婚姻の自由」の尊重される人格的利益を貶め、守秘義務違反など起きていない事態を前提としたものであり、法的に見た場合は問題があるとされる。
また、異動命令権によって夫婦を別の職場とする場合もある。これらの移動は、職場内で他の社員が気を遣ったりなど影響が少なからず出ることから正当性があるため、特に問題となることはないとされる。しかし、移動させること自体は問題なくとも、女性を一方的に移動させるような性差別があると問題とされることもある。

## 職場結婚
職場で知り合った男女が結婚することをいう。日本において職場結婚の比率は比較的高く、国立社会保障・人口問題研究所が2005年に行った調査によれば、夫妻が出会ったきっかけは「職場や仕事」が2番目で約30%を占めている（1位は「友人・兄弟・姉妹を通じて」の約31%）。
日本においては、結婚相手は職場で知り合ったとする割合は、1991年‐1995年代が最多の35.4％であったが、2011‐2015年には19.9％と低下した。低下した理由として、「社内だけは絶対に嫌です。素敵な人もいるけど、プライベートと仕事は切り離したい」「仕事がやりづらくなるのは困る」とする合理的な意見や公私を分ける意見により忌避が生じている。国の出生動向基本調査においても、夫婦の出会いのきっかけについて「職場と仕事」は1992年の35％から2021年には20％台と、30年で大幅に低下している。原因については、ハラスメント防止への観点から職場恋愛を避ける傾向があることと、タイムパフォーマンス(タイパ)とコストパフォーマンス(コスパ)に優れるマッチングアプリが台頭したためとされる。